# 孛秃
孛秃（？—1227年），又译孛徒、不图、不秃。大蒙古国第87位开国功臣（千户）、亦乞列思部首领。居也儿古纳河（今额尔古纳河）流域。
孛秃是捏群之子，善于骑射。原依附泰赤乌部，居也儿古纳河（今额尔古纳河）流域。因以礼厚待铁木真（成吉思汗）使者，铁木真把妹妹帖木伦嫁给他，故称“古列坚”（驸马）。1189年，获悉札只剌部札木合纠集泰赤乌、亦乞列思部等十三部首领，将袭击铁木真的消息，密告铁木真为备，并以兵助战，讨札木合同党，掠其辎重，降其民。铁木真击败亦乞列思部，他继为部长。参加铁木真统一蒙古各部的战争。帖木伦去世後，他又娶铁木真之女火臣别吉。曾大败脱也等人的进攻，因火罗剌部哈儿八台父子拒为侍从，又率兵大战哈儿八台，尽杀其众。1203年，在班朱尼河与铁木真饮水誓盟，迎击克烈部的进攻。奉命率部灭乃蛮。1206年，以功封左翼千户长，统领亦乞列思二千户。蒙古攻金朝，孛秃率本部兵同太师木华黎略地辽东、辽西，得懿州（今辽宁阜新市东）。以功封冠州、懿州二州。1227年，后在征伐西夏时，去世。元成宗时进封昌王，谥忠武。

## 延伸阅读
[在维基数据编辑]
 《元史/卷118》，出自宋濂《元史》
 《新元史/卷115》，出自柯劭忞《新元史》